# Enchanted Rock
Enchanted Rock is een berg van het type inselberg in Llano County in de Amerikaanse staat Texas. De berg is een enorme formatie bestaande uit roze graniet in de Llano Uplift op ongeveer 24 kilometer ten noorden van Fredericksburg en 24 kilometer ten zuiden van Llano. De berg ligt in het Enchanted Rock State Natural Area dat zowel de berg als het omliggende land omvat en ligt in twee county's: Gillespie County en Llano County, ten zuiden van de rivier de Llano. De berg is gelegen op een oppervlakte van 260 hectare en steekt met 130 meter boven het omringende landschap uit. Daarmee heeft de berg een hoogte van 556 meter boven zeeniveau. Het is het grootste rotsblok in roze graniet van het type inselberg in de Verenigde Staten.

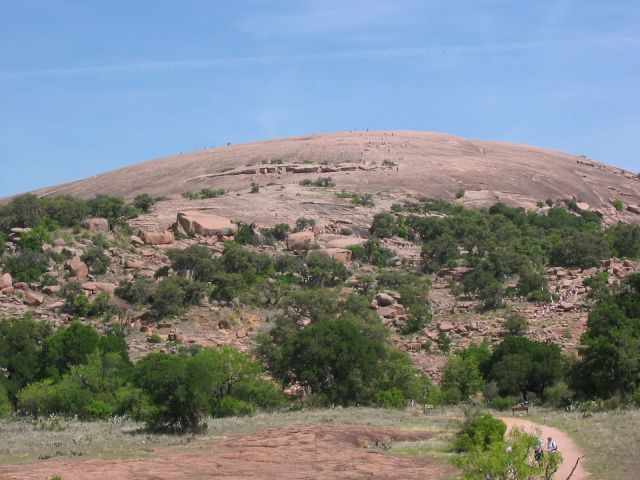
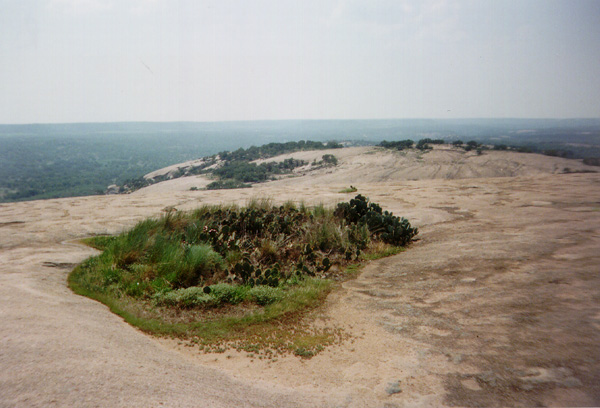
Op de top
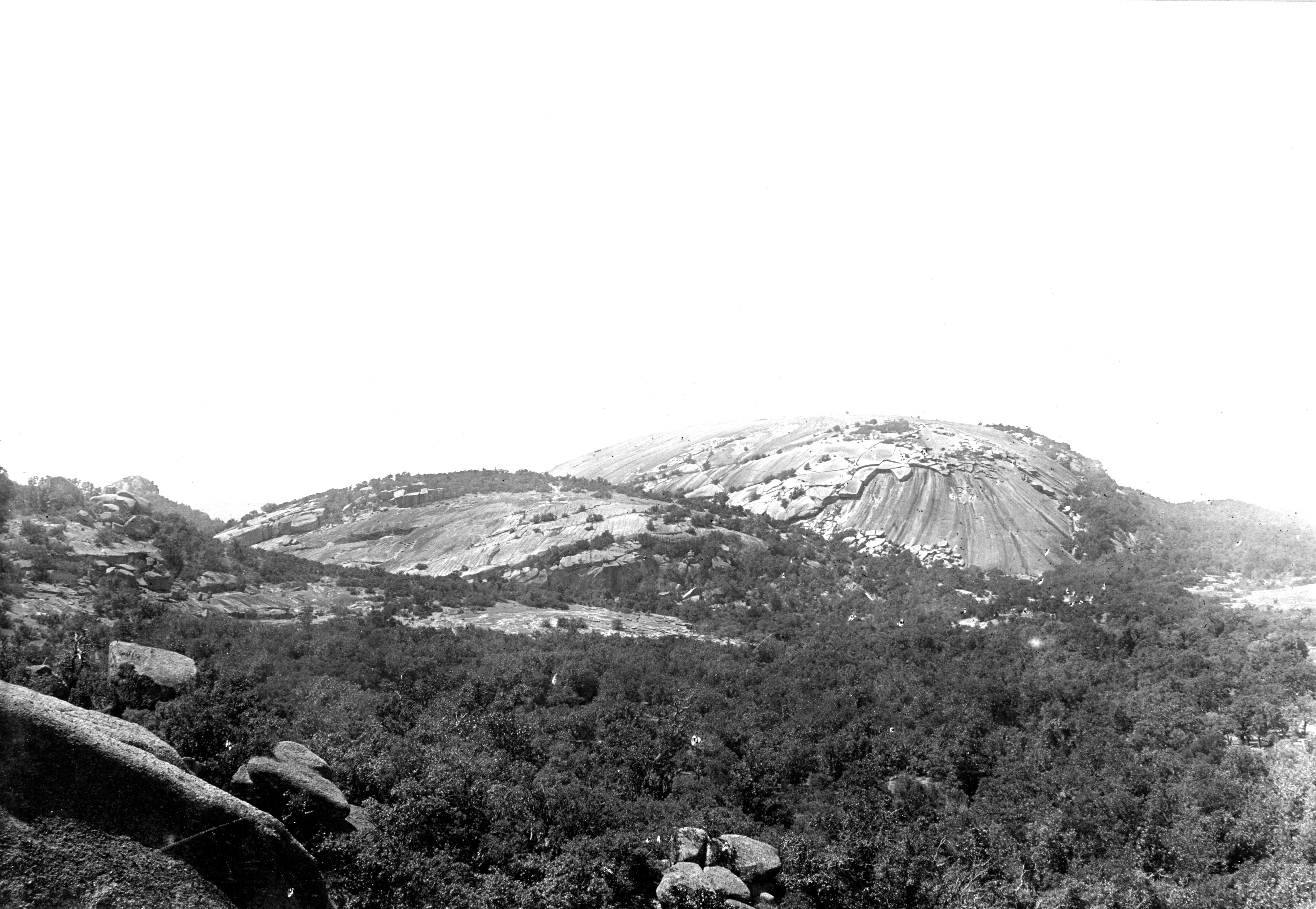
Enchanted Rock in 1912
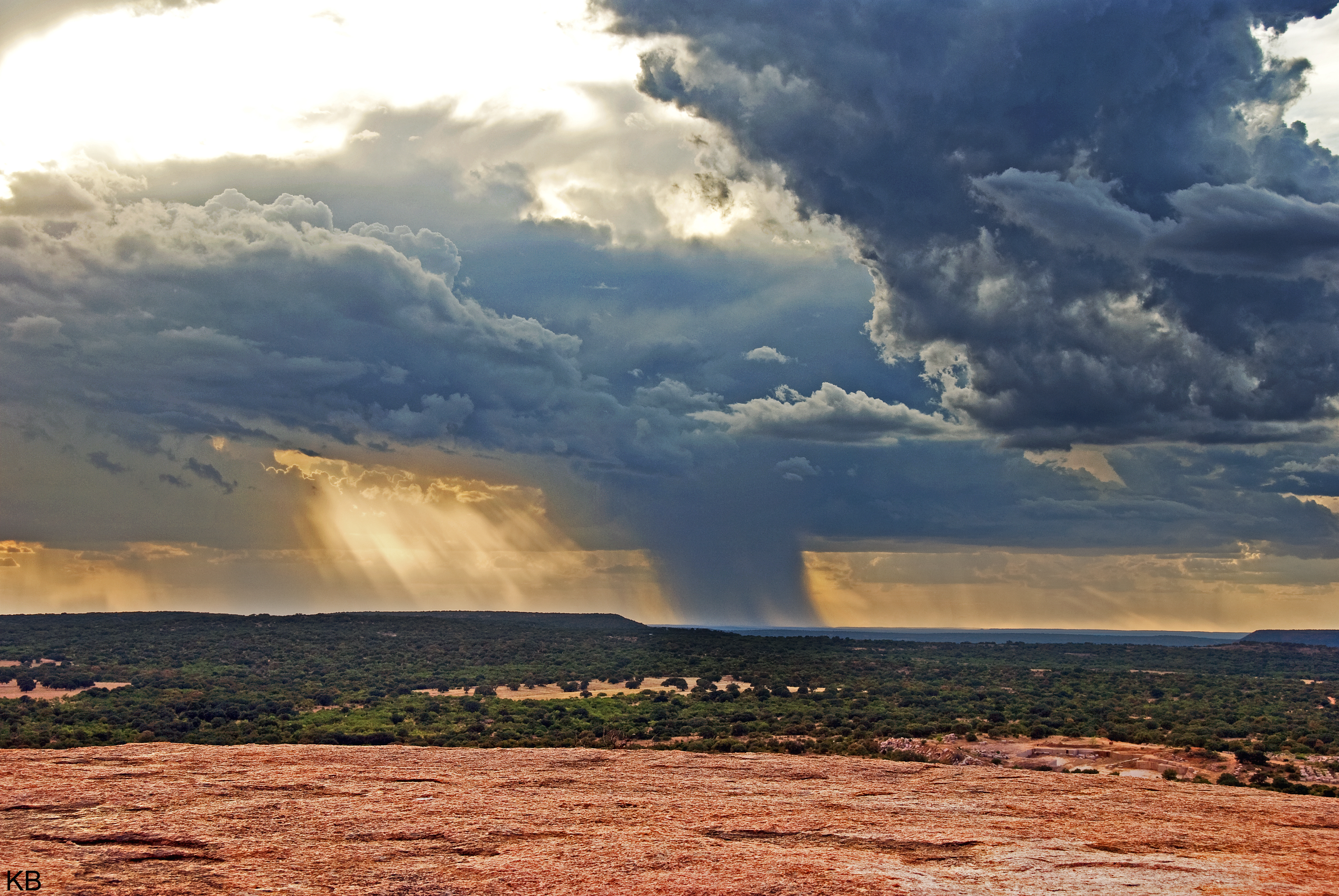
Zicht vanaf de top op regenwolken in juli 2008